# Philipp Ernst von Bardeleben
Philipp Ernst von Bardeleben († Mai 1744 in Breslau) war zuletzt preußischer Oberst und Chef des Regiments Nr. 43.

## Leben
Er war der Sohn von Christoph Georg von Bardeleben (* 1648; † 3. Dezember 1730), Erbherr auf Ribbeck, Selbelang und Retzow, und Maria Elisabeth von der Schulenburg (* 11. August 1666; † 27. April 1726) aus dem Haus Ribbeck und Linum.
Bardeleben war im Jahr 1716 als Fähnrich beim Infanterieregiment „Anhalt“ in die Preußische Armee eingetreten. 1718 wurde er zum Sekondeleutnant befördert. 1727 nach der Ernennung zum Hauptmann wechselte er aus dem Regiment „Bornstedt“ in das Regiment „Moritz von Anhalt“.
Bardeleben sollte eigentlich im Jahre 1741 aus dem aktiven Dienst verabschiedet werden, stattdessen wurde er 1742 als Oberst in das Regiment „Rampusch“ versetzt. 1743 wurde er zum Regimentschef ernannt, im Mai 1744 verstarb er in Breslau.